# Wyłącznik szybki
Wyłącznik szybki – rodzaj wyłącznika elektrycznego stosowanego zazwyczaj w instalacjach dużej mocy prądu stałego w obwodach, w których prąd zwarcia nie może płynąć nawet przez krótką chwilę. Do wyłączników szybkich zalicza się wyłączniki, które rozłączają obwód zanim prąd osiągnie wartość ustaloną a czas zadziałania jest krótszy niż 0,06 s.
Wyłączniki szybkie są głównym zabezpieczeniem obwodów wysokiego napięcia w instalacjach elektroenergetycznych prądu stałego, są stosowane między innymi w: rozdzielniach trakcyjnych na podstacjach trakcyjnych, w kabinach sekcyjnych oraz w lokomotywach elektrycznych.
Ze względu na sposób działania wyróżnia się wyłączniki: spolaryzowane, niespolaryzowane i częściowo spolaryzowane.
By zapewnić krótki czas zadziałania stosuje się napędy rozłączania styków oraz metody gaszenia łuku.